# عبد الرحمن الجوبي
ممثل يمني كوميدي بدأ ظهوره المسرحي والتمثيلي  ابتداء من عام 2009 .

## مسلسلات
- خميس وجمعة
- عيني عينك
- مننا فينا
- علاجك عندي
- أصحاب
- حارة الأنس
- همي همك
- كوكتيل دوت بم
- برنامج قفشة( الميك الخفي)
- العاقبة (مسلسل)
- أواب (مسلسل)